# Los Santos (Kasztília és León)
Los Santos egy község Spanyolországban, Salamanca tartományban. Los Santos San Esteban de la Sierra, El Tornadizo, Endrinal, Casafranca, Fuenterroble de Salvatierra, Valdelacasa, Valverde de Valdelacasa és Valdefuentes de Sangusín községekkel határos. Lakosainak száma 580 fő (2024).

## Népesség
A település népessége az elmúlt években az alábbi módon változott:
| Lakosok száma | 700  | 725  | 682  | 672  | 680  | 643  | 633  | 610  | 601  | 580  |
|               | 2001 | 2004 | 2007 | 2009 | 2012 | 2014 | 2017 | 2019 | 2022 | 2024 |